# Felis silvestris
Chat sauvage
Pour les articles homonymes, voir Chat sauvage et Chat (animal).
Espèce
Synonymes
- Catus catus[2]
- Catus ferox Martorelli, 1896[2]
- Felis catus ferus Erxleben, 1777[2]

Statut de conservation UICN

 LC  : Préoccupation mineure
Statut CITES
Répartition géographique
- Felis silvestris silvestris (disparu)
- Felis silvestris silvestris (actuel)
- Felis silvestris lybica
- Felis silvestris cafra
- Felis silvestris ornata
- Felis silvestris bieti

Le Chat sauvage (Felis silvestris) est une espèce de félins du genre Felis présent dans divers types d'habitats. Son aire de répartition couvre l’Europe, l’Asie occidentale et l’Afrique. Il est de taille moyenne à petite, son aspect est très variable selon les sous-espèces, mais en général sa robe est beige avec des rayures foncées.
En 2007, une étude a ramené le nombre de ses sous-espèces à six, dont la plus commune est le chat domestique, contre plus d'une vingtaine auparavant.

## Dénominations
- Nom scientifique valide : Felis silvestris Schreber 1777[1],
- Noms vulgaires (vulgarisation scientifique) recommandés ou typiques en français : Chat sauvage[6],[7],[8], Chat forestier[9],[6], Chat sauvage d'Europe[9],
- Autres noms vulgaires : Chat forestier européen[9], Chat sauvage européen[9], Chat sylvestre[9],
- noms vernaculaires (langage courant) pouvant désigner éventuellement d'autres espèces : chat.

Le terme « chat sauvage » est aussi utilisé dans certaines régions pour désigner plus largement un animal non domestique ressemblant à un chat mais n'appartenant pas forcément à l’espèce Felis silvestris. Au Canada français, le terme « chat sauvage » désigne indistinctement, dans le langage populaire, le lynx gris[réf. nécessaire], le Lynx roux ou un raton laveur.

## Taxinomie

### Évolution
Le Chat sauvage appartient au genre Felis. Il partage un ancêtre commun avec les quatre autres félins de son clade : le Chat de la jungle, le Chat à pieds noirs, le Chat des sables et le Chat domestique. Des travaux effectués sur l'ADN en 2006 et 2007, effectués sur les chromosomes sexuels et l'ADN mitochondrial de toutes les espèces de félins, conjugués à des recherches paléontologiques, ont révélé que la lignée du genre Felis a divergé de celle des genres Otocolobus et Prionailurus il y a 6,9 Ma et que leur ancêtre commun daterait d'il y a 3,4 Ma, au Pliocène, dans les déserts et les forêts denses du bassin méditerranéen.
Arbre phylogénétique du genre Felis :
- Felis
  - Felis chaus - Chat de la jungle
  - 
    - Felis nigripes - Chat à pieds noirs
    - 
      - Felis margarita - Chat des sables
      - 
        - Felis silvestris - Chat sauvage
        - 
          - Felis silvestris silvestris - Chat forestier ou chat sauvage d’Europe
          - Felis silvestris lybica - Chat ganté
          - Felis silvestris cafra - Chat sauvage d'Afrique subsaharienne
          - Felis silvestris ornata - Chat orné
          - Felis silvestris bieti - Chat de Biet
          - Felis silvestris catus - Chat domestique

### Sous-espèces
La taxinomie de cette espèce reste très discutée : à titre d'exemple, selon les auteurs, le Chat domestique et le Chat de Biet peuvent prendre le statut de sous-espèces de Felis silvestris ou d'espèces séparées. L'espèce Felis silvestris peut ainsi regrouper jusqu'à une vingtaine de sous-espèces,, tandis que d'autres auteurs ne reconnaissent que deux sous-espèces sauvages (Felis silvestris silvestris et Felis silvestris lybica). Cependant, une étude menée en 2007 a conduit au regroupement de ces multiples divisions en six sous-espèces bien distinctes, à présent reconnues par diverses références scientifiques telles que l'UICN ou NCBI :
- Chat forestier (Felis silvestris silvestris) Schreber, 1775 (Europe et Turquie)
- Chat ganté (Felis silvestris lybica) Forster, 1780 (Afrique du Nord, Moyen-Orient et Asie occidentale, jusqu'à la mer d'Aral).
- Chat sauvage d'Afrique subsaharienne (Felis silvestris cafra) Desmarest, 1822 (Afrique australe – certains auteurs le considèrent comme une espèce à part).
- Chat orné (Felis silvestris ornata) Gray, 1830 (Pakistan, Nord-Est de l'Inde, Mongolie et Nord de la Chine).
- Chat de Biet (Felis silvestris bieti) Milne-Edwards, 1872 (Chine)
- Chat domestique (Felis silvestris catus) Linnaeus, 1758, issu de la domestication du chat ganté

Le statut de certaines sous-espèces est toutefois toujours débattu, notamment Felis silvestris bieti pour lequel des études complémentaires (génétiques notamment) doivent être mises en œuvre. On considère également que Felis silvestris lybica est monophylétique avec Felis silvestris catus.
Le chat domestique est d'ailleurs bien souvent mis à l'écart, peut-être parce qu'il ne s'agit pas d'une sous-espèce naturelle, mais des phénomènes d'hybridation, introgression et pollution génétique sont à prendre en compte et commencent à pouvoir l'être par les progrès de la génomique de ces espèces.

### Le chat domestique (Felis silvestris catus)
À ces sous-espèces naturelles, il faut ajouter le chat domestique, Felis silvestris catus.
On a donné aux chats domestiques le nom scientifique de Felis catus au XVIIIe siècle, avant le développement de la biologie évolutive. Avec l'apparition de celle-ci, l'étroite relation entre races domestiques et sauvages a été reconnue. À ce titre, le statut scientifique des « espèces » domestiques a été remis en cause et beaucoup de biologistes ne les considèrent plus désormais que comme des formes domestiquées des espèces sauvages originelles.
En effet, selon Ernst Mayr « une espèce est une communauté reproductive de populations (isolée au plan reproductif d'autres communautés) ». Or, les « espèces » domestiques se croisent avec leur espèce parente quand elles en ont l'occasion. Ainsi, « vu que, du moins en ce qui concerne les races d'animaux domestiques primitives, celles-ci constitueraient, en règle générale, une entité de reproduction avec leur espèce ancestrale, si elles en avaient la possibilité, la classification d'animaux domestiques en tant qu'espèces propres n'est pas acceptable. C'est pourquoi on a essayé de les définir comme sous-espèces ». On a alors proposé le nom scientifique de Felis silvestris catus.
Certains biologistes sont même réticents à utiliser la notion de sous-espèces pour un groupe domestiqué. D'un point de vue évolutif, l'idée d'espèce ou de sous-espèce est en effet liée à l'idée de sélection naturelle et non de sélection artificielle. Du fait de cette réticence et « depuis 1960 environ, on utilise de plus en plus la désignation forma, abrégée f, qui exprime clairement qu'il s'agit d'une forme d'animal domestique qui peut éventuellement remonter jusqu'à diverses sous-espèces sauvages ». Il faut alors parler de Felis sylvestris forma catus.
Au-delà de ces questions de terminologie, les chats domestiques et les chats sauvages font partie de la même espèce, puisqu'ils se croisent sans problème, du moins quand ils fréquentent les mêmes territoires, ce qui peut être le cas avec des chats domestiques retournés à la vie sauvage, dits « chats harets » ou chats marrons.

### Le chat forestier (Felis silvestris silvestris)

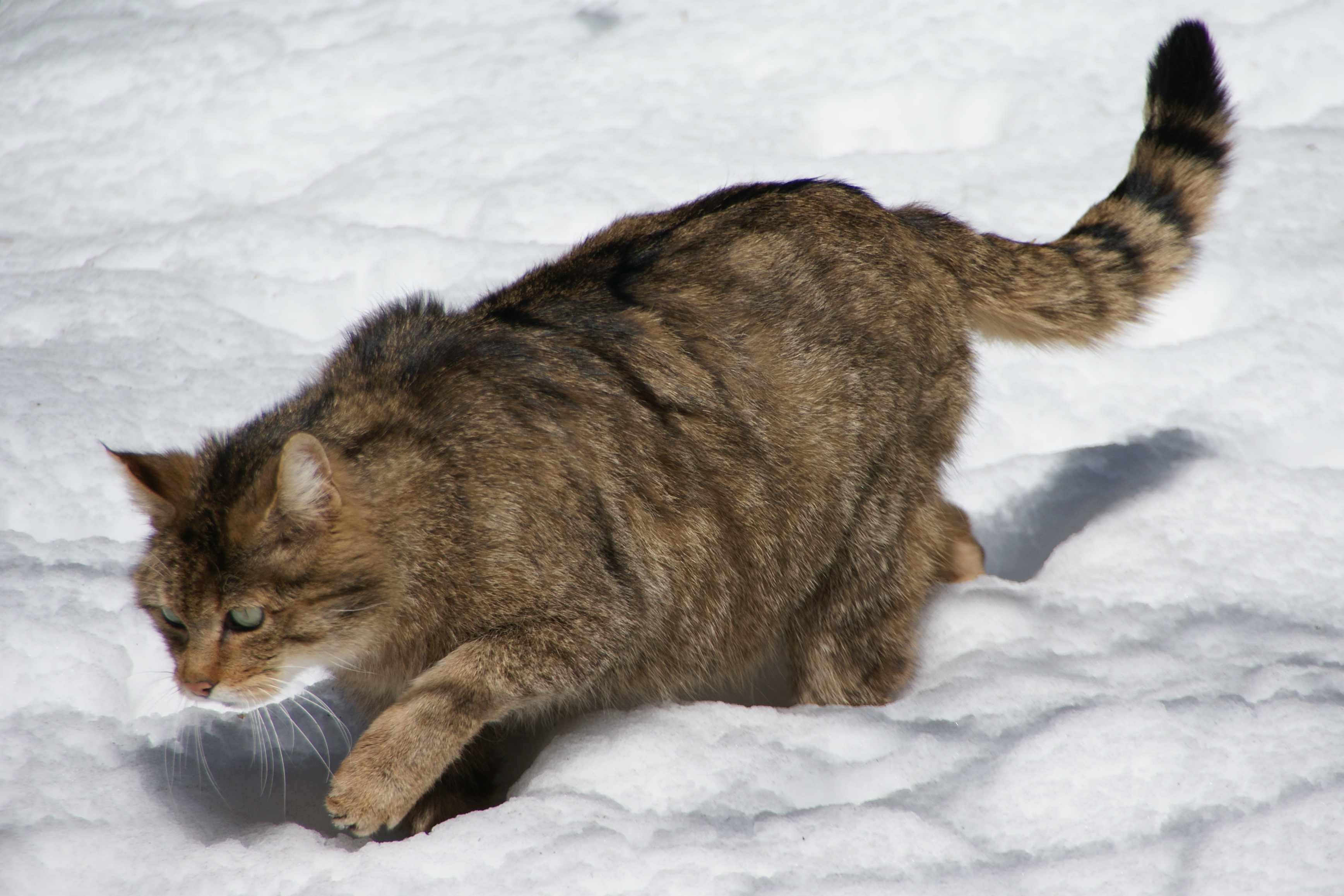
Chat sauvage d'Europe (Felis silvestris silvestris) dans le parc national de la forêt Bavaroise, Allemagne.

Le chat sauvage d'Europe habite dans les forêts d'Europe de l'Est, d'Europe centrale et d'Europe de l'Ouest, aussi bien en Écosse qu'en Turquie. Il n'est cependant pas présent, ni en Scandinavie, ni en Islande, ni en Angleterre, ni au Pays de Galles, ni en Irlande. Il est plus grand que le chat d'Afrique ou le chat domestique. Sa fourrure épaisse et sa taille permettent de le distinguer, il ne devrait normalement pas être confondu avec un chat domestique.
Les chats sauvages étaient nombreux en Europe au Pléistocène ; quand la glace a disparu, ils se sont révélés adaptés à une vie dans les forêts denses. Contrairement aux chats domestiques, ils sont en activité pendant la journée.

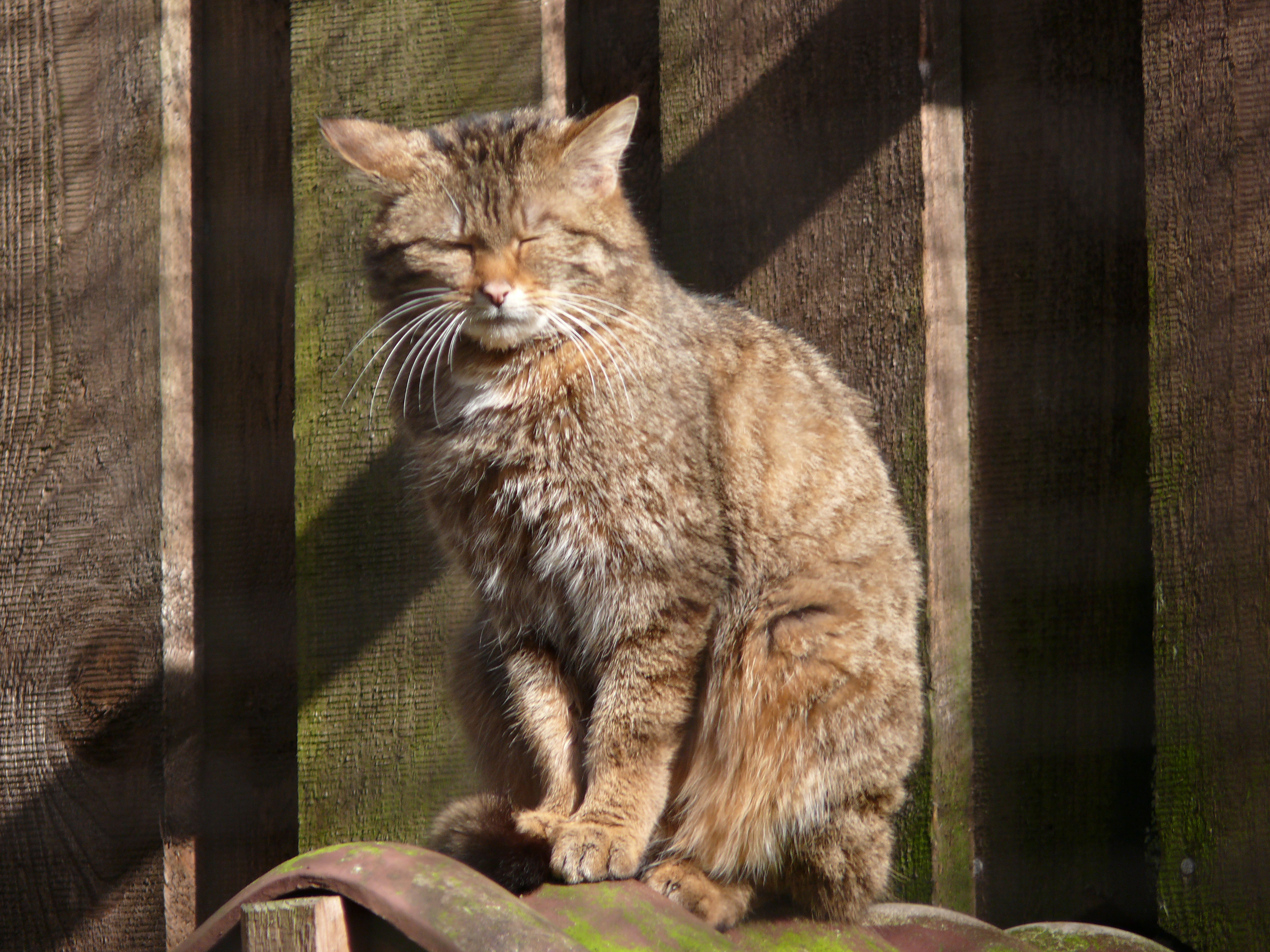
Chat sauvage d'Europe dans un zoo

Les chats sauvages sont extrêmement farouches. Ils évitent de s'approcher des humains. Ils vivent en solitaire et tiennent un territoire d'environ 3 km2 chacun. Ils sont devenus très rares dans les pays européens. Bien qu'étant des animaux protégés, ils sont encore pris pour cibles par des chasseurs qui les confondent avec des chats harets. En Écosse, le croisement avec des chats domestiques est également une menace pour la population de chats sauvages.
Le chat sauvage a l'habitude de marquer son territoire à l'aide de ses griffes sur des troncs d'arbres ou d'arbustes debout ou couchés. Il choisit généralement des arbres à l'écorce fibreuse. Si le sureau noir a souvent sa préférence, il ne dédaigne pas les jeunes résineux et les lilas. L'écorce est dilacérée sur une hauteur de 30 à 40 cm et s'effiloche au fil du temps car le chat revient régulièrement au même endroit. Il est important que ses griffes restent aiguës et tranchantes, c'est pourquoi la partie externe de l'enveloppe cornée s'exfolie. En observant bien au pied de l'arbre lacéré, on peut trouver des morceaux de griffes.
Le chat forestier est considéré comme menacé au niveau européen et, depuis les années 1970, c'est une espèce protégée sur l'ensemble de son aire de répartition. Pour conserver le chat sauvage, il faut protéger l'ensemble de son habitat : forêts, bosquets, haies et prairies.
L'animal n'est pas facile à observer car il évite de s'approcher des humains.

### Le chat ganté (Felis silvestris lybica)

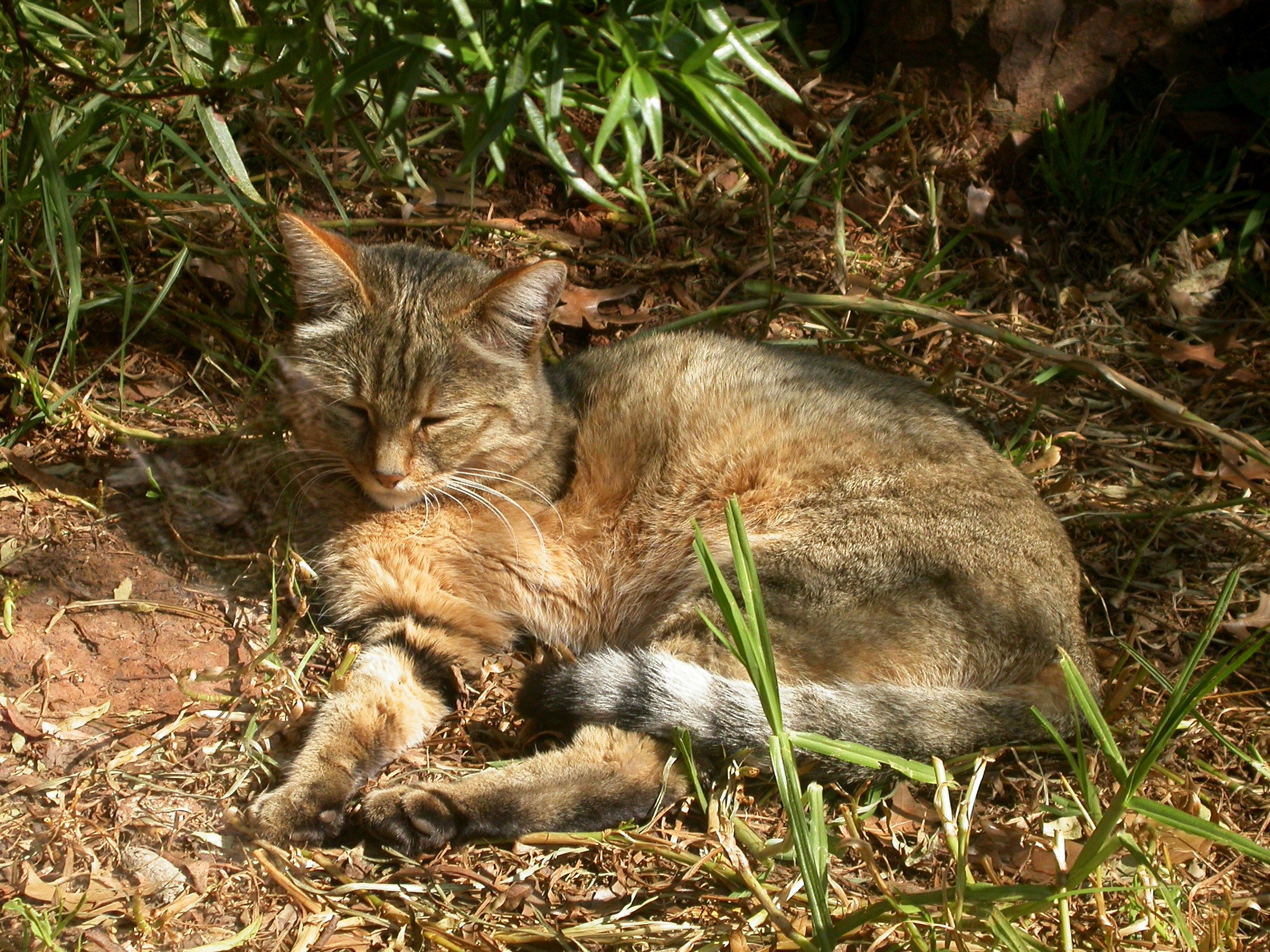
Chat sauvage d'Afrique (Felis silvestris lybica).

Le Chat sauvage d'Afrique ou Chat ganté se rencontre dans des déserts et des savanes de l'Afrique et de l'Arabie. Il est plus petit que la sous-espèce européenne et a une fourrure plus courte. On pense que le Chat sauvage d'Afrique est l'ancêtre du chat domestique, puisqu'il est plus docile que les chats sauvages d'Europe, et en activité la nuit.
Bien que certaines découvertes laissent à penser que la domestication des chats a eu lieu dès 9000-9500 av. J.-C., seule la présence du chat chez les Égyptiens depuis 4000 av. J.-C. a été prouvée indiscutablement. Cependant, une découverte, en 2004, à Shillourokambos (à Chypre) donne la preuve d'un apprivoisement (sinon d'une domestication) du Chat sauvage 7500 ans av. J.-C.
À partir de 2008, notamment à l'occasion de captures, une petite population de chats génétiquement proches du Chat ganté est découverte et étudiée par les services de l'Office national des forêts français dans le département de la Haute-Corse, le Chat sauvage corse, dont le statut taxonomique reste à établir.

## Aspect, pelage
Si les chats domestiques présentent une grande diversité d'aspects et de couleurs, les chats sauvages sont beige avec des rayures noires.
Ils mesurent de 50 à 80 centimètres de long, et pèsent de 3 à 6 kilogrammes.
La sous-espèce africaine tend à être plus petite et de pelage plus clair.

## Habitat
Le chat forestier recule là où la forêt régresse et reconstitue généralement ses populations avec la reforestation. Il a cependant besoin de forêts non homogènes. Les études télémétriques montrent que son lieu de chasse le plus fréquent est la lisière intérieure (clairières) ou extérieure des forêts. Il y chasse des petits mammifères, des oiseaux et d'autres créatures de taille voisine.

## Répartition
Il occupait autrefois vraisemblablement toute l'Europe, mais son aire de distribution s'y est réduite et est désormais fragmentée.

### En France
Sur le territoire français métropolitain « L'espèce semble avoir été très largement répartie depuis l’Holocène jusqu’au Moyen Âge où ses populations ont commencé à décliner (Say et al., 2011). ». Il a failli disparaître au XXe siècle, puis la courbe de ses populations a lentement remonté.
En 2012, selon le Muséum national d'histoire naturelle de Paris, sa présence est établie de façon certaine dans 44 départements métropolitains mais il est très rare dans 9 d'entre eux (Léger et al., 2008). Il est moins rare dans les Vosges et le Jura.
En Corse, une population de la sous-espèce F. s. lybica a été introduite au Néolithique. Elle est désormais localement connue sous le nom corse de ghjattuvolpe, ou « chat-renard » en français, à cause de son pelage roux. En France continentale, le Chat sauvage est (en 2012) présent dans deux aires disjointes : dans le grand quart nord-est du pays d'une part, et dans la zone pyrénéenne d'autre part (où il n'est cependant régulièrement et significativement observé que dans les piémonts et jusqu'à 1 700-1 800 mètres d'altitude) ; la même population se prolongeant plus au sud en Espagne et Portugal).
Un reliquat de population semble survivre dans le Var (Massif de l'Esterel (ZNIEFF 83189100 de la région Provence-Alpes-Côte d'Azur). En 2022, il réapparait dans le massif des Bauges (Savoie) après un siècle d'absence.

### EnSuisse
Des populations de chat sauvage sont présentes dans la chaîne du Jura. Il est protégé depuis 1963. Après une phase de diminution des effectifs, il semble à nouveau en augmentation ou en stabilisation. Il vit dans des forêts de feuillus ou des forêts mixte dans le Jura à une altitude modérée, de préférence dans de grands massifs forestiers avec des lisières où des clairières pour chasser le campagnol, son gibier favori. Il vit principalement au sol, mais grimpe aux arbres pour faire la sieste ou en cas d'alerte; il loge dans des trous, terriers de blaireaux ou tas de bois. De caractère craintif, timide et discret, il prend la fuite plutôt qu'attaquer en cas de confrontation. Selon l'association ProNatura, on ignore si cette espèce a vraiment frôlé l'extinction, si elle est revenue de France ou par des lâchers effectués par des particuliers ou des services officiels.
Au XXIe siècle, il apparaît dans de nouveaux lieux, par exemple sur les rives du lac de Neuchâtel. La répartition et les effectifs sont évalués à l'aide de pièges à poils : des piquets enduit de Valériane sont plantés dans des habitats potentiels, les poils triés et analysés. Sur 655 échantillons de poils, 525 proviennent de chats, dont 136 de chats sauvages. Des photos complètent l'investigation, 716 portraits, dont 268 de chats sauvages où leur ressemblant. Ces résultats mettent en évidence le problème de cohabitation étroite de populations de chats forestiers avec des chats domestiques et leurs hybridations. Il est estimé que 15 à 20% des chats du Jura sont hybrides. L'hybridation avec les chats domestiques menace à long terme la spécificité génétique du chat forestier. 